# Триперсткові
Трипе́рсткові (Turnicidae) — невелика родина сивкоподібних птахів. Нагадують за зовнішнім виглядом перепілок та населяють тропічні і субтропічні трав'янисті рівнини Азії, Африки, Південної Європи, Австралії та Океанії. Включає 16 видів.

## Таксономія
Традиційно родину розміщали в ряді журавлеподібних (Gruiformes). Згідно з класифікацією Сіблі-Алквіста родину підвищили до ряду триперсткоподібних (Turniciformes). Проте дані морфологічних та генетичних досліджень вказують на те, що триперсткові належать до сивкоподібних (Charadriiformes).

## Опис
Дрібні птахи вагою приблизно 30-50 г. Дзьоб невеликий, стрункий. Крила короткі, закруглені, слабкі, першорядних махових 10. Хвіст дуже короткий, м'який, складається з 12 кермових пір'я. На лапах є тільки 3 пальці.

## Спосіб життя
Мешкають на степових і лугових ділянках. Активні вдень. Годуються тільки на землі, переважно рослинною їжею (насіння, вегетативні частини рослин); комах поїдають випадково. Поза сезоном розмноження тримаються маленькими зграйками. Поліандричний вид. Самиці відкладають 2—4 яйця, які насиджує самець. У цей час самиця знову починає токувати, злучається іншим самцем, відкладає другу кладку, яку починає насиджувати другий самець. Одна самиця може відкласти до 3—5 кладок на сезон. Відклавши всі кладки, самиці збираються в невеликі зграйки й кочують. Самці насиджують 12—13 днів, згодом самостійно доглядають за виводком. У віці 7—10 днів пташенята починають годуватися самі. Через 25—28 днів після вилуплення пташенята добре літають і стають повністю самостійними. У тропіках у деяких видів молодь стає статевозрілою у віці 4—5 місяців.

## Види
- Рід: Ortyxelos
  - Триперстка-крихітка, Ortyxelos meiffrenii
- Рід: Триперстка (Turnix)
  - Триперстка африканська, Turnix sylvaticus
  - Триперстка тонкодзьоба, Turnix maculosus
  - Триперстка капська, Turnix hottentottus
  - Триперстка чорногуза, Turnix nanus
  - Триперстка жовтонога, Turnix tanki
  - Триперстка філіппінська, Turnix ocellatus
  - Триперстка смугаста, Turnix suscitator
  - Триперстка мадагаскарська, Turnix nigricollis
  - Триперстка чорновола, Turnix melanogaster
  - Триперстка північна, Turnix castanotus
  - Триперстка вохристовола, Turnix olivii
  - Триперстка червоноока, Turnix varius
  - Триперстка лусонська, Turnix worcesteri
  - Триперстка сумбійська, Turnix everetti
  - Триперстка рудовола, Turnix pyrrhothorax
  - Триперстка мала, Turnix velox

Викопні
- †Turnipax oechslerorum